# Comuna Knîșivka, Hadeaci
Knîșivka (în ucraineană Книшівка) este o comună în raionul Hadeaci, regiunea Poltava, Ucraina, formată din satele Brovarkî, Duciînți și Knîșivka (reședința).

## Demografie
Componența lingvistică a comunei Knîșivka
     Ucraineană (97,56%)
     Rusă (2,23%)
     Alte limbi (0,14%)
Conform recensământului din 2001, majoritatea populației comunei Knîșivka era vorbitoare de ucraineană (97,56%), existând în minoritate și vorbitori de rusă (2,23%).